# Waldbaum's Hamlet Cup 1992
Il Waldbaum's Hamlet Cup 1992 è stato un torneo di tennis giocato sul cemento. È stata la 12ª edizione del torneo, che fa parte della categoria World Series nell'ambito dell'ATP Tour 1992. Si è giocato al Hamlet Golf and Country Club di Commack, Long Island, New York negli Stati Uniti dal 24 al 30 agosto 1992.

## Campioni

### Singolare maschile
Petr Korda ha battuto in finale  Ivan Lendl con il punteggio di 6–2, 6–2

### Doppio maschile
Francisco Montana /  Greg Van Emburgh hanno battuto in finale  Gianluca Pozzi /  Olli Rahnasto con il punteggio di 6–4, 6–2